# Milazzo
Milazzo település Olaszországban, Szicília régióban, Messina megyében. Lakosainak száma 30 043 fő (2023. január 1.). Milazzo Merì, San Filippo del Mela és Barcellona Pozzo di Gotto községekkel határos.

## Népesség
A település lakossága az elmúlt években az alábbi módon változott:
| Lakosok száma | 31 646 | 31 473 | 31 231 | 30 043 |
|               | 2015   | 2016   | 2018   | 2023   |